# James Thomas Harrison
James Thomas Harrison (* 30. November 1811 nahe Pendleton, Anderson County, South Carolina; † 22. Mai 1879 in Columbus, Lowndes County, Mississippi) war ein US-amerikanischer Jurist und Politiker. Er war ein Nachkomme von Benjamin Harrison V, des Gouverneurs von Virginia, und dadurch Mitglied der Politikerfamilie Harrison.

## Leben
Harrison graduierte 1829 an der University of South Carolina und studierte anschließend Jura unter James L. Pettigru. Dann zog er 1834 nach Macon, Mississippi, wobei er sich endgültig 1861 in Columbus niederließ. Er vertrat Mississippi 1861 bei dessen Sezessionskonvent und später im Provisorischen Konföderiertenkongress. Nach der Reconstruction von Mississippi wurde er in den US-Kongress gewählt, lehnte jedoch ab und arbeitete als Anwalt.
Er verstarb 1879 in Columbus, Mississippi und wurde dort auf dem Friendship Cemetery beigesetzt.